# فلورانس (تگزاس)
فلورانس، تگزاس(به انگلیسی: Florence, Texas) شهری در ایالت تگزاس از ایالات جنوبی ایالات متحده آمریکا است. در سرشماری سال ۲۰۰۰، جمعیت این شهر ۱۰۵۴ نفر اعلام شد.